# Sobrevivi (EP)
Sobrevivi é um EP da cantora brasileira Shirley Carvalhaes, lançado em 21 de agosto de 2018, sob produção musical de Melk Carvalhêdo.

## Lançamento e recepção
| Críticas profissionais | Críticas profissionais |
| Avaliações da crítica  | Avaliações da crítica  |
| Fonte                  | Avaliação              |
| ---------------------- | ---------------------- |
| Super Gospel           | [ 2 ]                  |

Sobrevivi foi lançado nas plataformas digitais em agosto de 2018 e simultaneamente em formato físico. O disco recebeu avaliações negativas da mídia especializada. Com cotação de duas estrelas de cinco, o Super Gospel afirmou que o álbum "tem resquícios da força que constituiu a música e o nome de Shirley Carvalhaes, mas é suficientemente confuso para que não seja lembrado como um momento importante de sua carreira".

## Faixas
1. "Sobrevivi" (Autor: Rodolfo Magalhães)
2. "Grito da Alma" (Autor: Matheus Aguiar)
3. "É Preciso" (Autor: Rodolfo Magalhães)
4. "Explode Coração" (Autor: Alex Sandro)
5. "Acima das Estrelas" (Autor: Átila Júnior)

## Clipes
| Música        | Lançamento          |
| ------------- | ------------------- |
| Grito da Alma | 8 de agosto de 2018 |

## Lives Session
| Música             | Lançamento             |
| ------------------ | ---------------------- |
| Sobrevivi          | 21 de novembro de 2018 |
| Explode Coração    | 3 de janeiro de 2019   |
| É Preciso          | 8 de fevereiro de 2019 |
| Acima das estrelas | 22 de março de 2019    |